# 桑吉號
桑吉號（英語：MT Sanchi）是一艘於2008年建成的巴拿马籍苏伊士型油輪，由伊朗国家油轮公司運營。它的曾用名包括「薩曼」（英語：Saman，2008年）、「塞菲德」（英語：Sepid，2008至2012年）、「梔子」（英語：Gardenia，2012年）和「海馬」（英語：Seahorse，2012至2013年）。

## 規格參數
桑吉號是一艘雙層船殼油輪，全長274.18米，船寬50米，滿載吃水17米。該船載重噸位為164154噸，是典型的苏伊士型油輪，即在滿載時可以通過蘇伊士運河。它使用曼恩6S70MC-C型低速柴油發動機，輸出功率18660千瓦，由單軸定距螺旋槳驅動，航行速度15.4節（28.5每小時）。

## 撞船沉没
2018年1月6日，桑吉號在滿載天然氣凝析油航行時，與香港籍散貨船長峰水晶號在上海長江口以東約160海里處相撞并起火。桑吉號上有32名船員，其中30人伊朗籍，2人孟加拉籍，在撞船後全部下落不明，而長峰水晶號的21名船員則全部獲救。桑吉號在撞船後緩慢向日本方向漂流。1月8日上午，搜救船隻在海上尋獲一名船員的遺體。2018年1月13日上午，上海打捞局4名救助人员登上“桑吉”轮，发现两具遇难船员遗体并带回，同时带回该轮船載航程資料記錄儀。2018年1月14日12时左右，“桑吉”轮突然发生爆燃，船头疑似塌陷，船舶向右倾斜25°左右，全船剧烈燃烧，火焰达到800至1000米左右，13时45分左右，“桑吉”轮全部被浓烟笼罩，看不清船形。16时45分，难船“桑吉”轮雷达反射信号消失。沉沒位置為北緯28度22分，東經125度55分，在撞船位置東南約151海里。
中国国家海洋局工作人员在沉船周边海域开展现场监测，共采集31个站位水样。2个站位的石油类物质浓度超过三类标准，13个站位的石油类物质浓度超过一类标准。